# Делавер (округ Воррен, Нью-Джерсі)
Делавер (англ. Delaware) — переписна місцевість (CDP) в США, в окрузі Воррен штату Нью-Джерсі. Населення — 173 особи (2020).

## Географія
Делавер розташований за координатами 40°53′33″ пн. ш. 75°4′9″ зх. д. / 40.89250° пн. ш. 75.06917° зх. д. (40.892562, -75.069300).  За даними Бюро перепису населення США в 2010 році переписна місцевість мала площу 1,06 км², з яких 0,98 км² — суходіл та 0,08 км² — водойми.

## Демографія
Згідно з переписом 2010 року, у переписній місцевості мешкало 150 осіб у 60 домогосподарствах у складі 46 родин. Густота населення становила 141 особа/км².  Було 70 помешкань (66/км²).
Расовий склад населення:
| - 88,7 % — білих - 4,7 % — азіатів - 5,3 % — осіб інших рас |

До двох чи більше рас належало 1,3 %. Частка іспаномовних становила 10,7 % від усіх жителів.
За віковим діапазоном населення розподілялося таким чином: 18,7 % — особи молодші 18 років, 67,3 % — особи у віці 18—64 років, 14,0 % — особи у віці 65 років та старші. Медіана віку мешканця становила 45,8 року. На 100 осіб жіночої статі у переписній місцевості припадало 117,4 чоловіків;  на 100 жінок у віці від 18 років та старших — 110,3 чоловіків також старших 18 років.
Цивільне працевлаштоване населення становило 45 осіб. Основні галузі зайнятості: науковці, спеціалісти, менеджери — 37,8 %, оптова торгівля — 31,1 %, фінанси, страхування та нерухомість — 31,1 %.